# Marbo
Marbo é uma empresa brasileira que realiza o transporte expresso de mercadorias e outros serviços de logística.

## História
Foi criada em 1989, objectivava realizar o suprimento do recente modelo de distribuição do maior grossista da América Latina. Vivenciou, desde os seus primórdios, um crescimento exponencial, investindo, nos primeiros cinco anos da sua existência, US$50 milhões em frota e tecnologia. Até 1993, o seu desempenho comercial convergiu-se no aproveitamento do retorno da frota provinda dos CDAs Martins (Centros de Distribuição Avançados).

## Crescimento
Em 1998 principia a distribuição e realização de trabalhos em logística integrada. Nesse período cresceu 15% relativamente ao ano transacto, alcançando uma facturação de R$ 70 milhões. Já em 1999, facturou R$ 89 milhões. A Marbo facturou no ano de 2000 de cerca de R$ 213 milhões.

## Mercado
Atua nos seguintes mercados.
- Têxtil;
- Bebidas;
- Limpeza;
- Alimentares,
- Perfumaria;
- Electroquímicos.